# Ellen Louise Mertz
Ellen Louise Mertz (i tiltale og omtale ofte blot “fru Mertz”) (20. juli 1896 - 29. december 1987) var en af de første kvindelige danske geologer, og den første danske ingeniørgeolog. Hun fik sit faglige gennembrud, da hun i slutningen af 1920'erne med succes forestod den geologiske klassifikation i forbindelse med jordbundsundersøgelserne for bygningen af Lillebæltsbroen (åbnet 1935), hvis bropiller skulle funderes i den i byggeteknisk henseende meget problematiske jordart plastisk ler. Hun var i årene 1916-66 ansat på Danmarks geologiske Undersøgelse, fra 1958 som afdelingsgeolog, men arbejdede i mange år desuden med ingeniørgeologiske opgaver på såvel DSBs geotekniske laboratorium (1930-1969) som på Geoteknisk Institut (1943-1969). Hun var kendt og respekteret, også i de øvrige nordiske lande, som en fremragende formidler af det ingeniørgeologiske stofområde, og hun fortsatte dette arbejde til få år før sin død.

## Liv og karriere
Ellen Louise Mertz fødtes i Engestofte på Lolland som datter af godsforvalter, senere kontorchef Ludvig Olsen (ca. 1861-1928) og Anna Bothilde Augusta Schoppe (1872-1956). Hun blev gift 5. juni 1921 i Sankt Andreas Kirke (København) med ingeniør Peter Carl Linus Mertz (1890-1944), med hvem hun i 1931 fik sønnen Ole Mertz.
Efter en kort tid som lærer på en gård i Himmerland 1913-14 bestod Mertz i 1916 adgangseksamen til Polyteknisk Læreanstalt og blev samme år ansat som medhjælper på Danmarks geologiske Undersøgelse (DGU). DGUs daværende direktør Victor Madsen foreslog hende, med tanke på et fremtidigt samarbejde mellem geologer og ingeniører, en kombineret uddannelse af seks års geologisk universitetsstudium og dele af bygningsingeniørstudiet, som Mertz allerede havde gennemført. Denne utraditionelle uddannelse kunne ikke resultere i en anerkendt embedseksamen, men blev et fortrinligt grundlag for de ingeniørgeologiske undersøgelser som skulle blive Mertz' særlige arbejdsområde.
En serie alvorlige dæmningsskred i Sverige i 1914 havde bevirket, at der her blev nedsat en geoteknisk kommission med såvel ingeniører som geologer som medlemmer. I de følgende år undersøgte kommissionen årsagerne til skreddene og udarbejdede forslag og fremgangsmåder for forebyggelse af fremtidige katastrofer. Metoder og resultater blev først offentliggjort i 1922, men under et studieophold i Stockholm i 1921 fik Mertz mulighed for at gennemgå materialet. Hun tog de således indvundne erfaringer med hjem og introducerede dermed de geotekniske og ingeniørgeologiske fagområder i Danmark.
Mertz arbejdede også med klassiske geologiske opgaver. Således udgav hun i 1924 afhandlingen Oversigt over de sen- og postglaciale Niveauforandringer i Danmark, som var banebrydende i forståelsen af de istidsbetingede havspejlsændringer.

### Lillebæltsbroen
Publikationen Lillebæltsler og London Clay fra 1928 viser, at Mertz på denne tid var optaget af jordbundsundersøgelser for den faste forbindelse over Lillebælt, som Rigsdagen i 1924 havde vedtaget at bygge. Både hos bygherren DSB og i den danske offentlighed afstedkom projektet en vis bekymring, idet broens piller skulle funderes i den problematiske jordart plastisk ler, hvis fysiske egenskaber gør, at den med en vis ret kan betragtes som en meget tyktflydende væske, og dermed ikke ubetinget velegnet til at bære en så tung konstruktion som en bro. Et samarbejde med Danmarks geologiske Undersøgelse blev indledt, med Mertz som leder. Hun iværksatte efter svensk forbillede en serie laboratorieundersøgelser af den problematiske jordart, som også blev grundigt geologisk karakteriseret. Et af resultaterne var, at den plastiske lers ekstremt lave permeabilitet gjorde det muligt at udgrave dele af bropillernes fundamenter uden brug af trykkamre, hvorved arbejdet skred noget hurtigere frem end først antaget.

### DSBs geotekniske laboratorium
Samarbejdet mellem DGU og DBS vedrørende funderingen af Lillebæltsbroen førte i 1930 til oprettelsen, efter svensk forbillede, af DSBs geotekniske laboratorium, med Mertz som ingeniørgeologisk medarbejder. Laboratoriet blev indrettet med borekartotek, udstyr til bestemmelse af konsistens, kornstørrelse og kalkindhold, samt geologisk klassifikation af boreprøver. Ud over at yde geoteknisk assistance i forbindelse med DSBs generelle bygge- og anlægsvirksomhed var laboratoriet i vidt omfang inddraget i forundersøgelserne ved de mange broer, som i 1930'erne blev bygget i Danmark. De mange dybe boringer på vand gav en mængde ny geologisk og geoteknisk viden, som Mertz publicerede i sin afhandling fra 1937 Geologiske Profiler gennem danske Sunde og Fjorde. Sine mere generelle erfaringer fra det nye ingeniørgeologiske fagområde fremlagde hun i publikationen Vekselvirkningen mellem Geologi og Geoteknik fra 1949.

### Geoteknisk Institut
I 1937 blev der ved Laboratoriet for Havnebygning og Fundering på Danmarks Tekniske Højskole (DTH, siden 1994 DTU) oprettet en geoteknisk afdeling. Udover forskning og udvikling påtog afdelingen sig også af og til rekvirerede opgaver for private rådgivere, entreprenørfirmaer o.l., som ønskede jordbundsforholdene på bestemte byggelokaliteter undersøgt. Mertz blev på denne tid fortaler for oprettelsen af et selvstændigt institut til løsning af sådanne opgaver, placeret under det nyoprettede Akademiet for de Tekniske Videnskaber, og i et samarbejde mellem DGU, DTH, DSB og andre så i 1943 Geoteknisk Institut dagens lys. Mertz blev fra starten tilknyttet som ingeniørgeolog, og arbejde i årene frem til sin pensionering i 1969 med et utal af byggeprojekter, hvor hun i alt beskrev op mod en kvart million boreprøver, bla fra projekter vedrørende udbygning af Esbjerg havn (slutningen af 1940'erne), anlæggelse af Hanstholm havn, Halsskov og Knudshoved havne, Lindøværftet, Grønlandshavnen ved Aalborg, SAS-hotellet i København, Stigsnæsværket ved Skælskør, Statoil raffinaderiet ved Kalundborg (alle i 1950'erne) og undersøgelser for en fast forbindelse over Storebælt, en fast forbindelse mellem Helsingør og Helsingborg og den nye Lillebæltsbro (1960'erne).

### Bygeologier
Efter sin pensionering i 1966 fra DGU gik Mertz i gang med at samle sine mange ingeniørgeologiske erfaringer fra hele Danmark i en serie af publikationer om jordbundsforholdene i en række danske købstæder, de såkaldte bygeologier. Her kombinerede hun analyse af landskabsformer og geologisk overfladekartering med oplysninger fra boringer og fundamentsudgravninger, og opstillede overordnede geologiske modeller for hver af købstæderne. Hun nåede at færdiggøre 10 af disse bygeologier, før hendes høje alder og et svækket helbred satte en stopper for hendes faglige virke.

### Mennesket bag ingeniørgeologen
Ja! Han savner bestemt ikke, hvad han mangler!
Udover sine faglige kvaliteter besad Mertz nogle fine menneskelige egenskaber, som Flemming Lange beskrev således i sin jubilæumsbog: “Hvem man end taler med, er det typisk, at omtalen af fru Mertz altid er fyldt af megen varme, stor respekt og stor taknemmelighed. Næsten alle har hos fru Mertz bemærket en stor skarpsindighed, en dyb menneskeforståelse og uendelig megen humor. Tydeligt er det endeligt, at alle er blevet gladere og mere muntre af en kontakt med fru Mertz og har følt det som et forfriskende, åndeligt brusebad”.

## Hædersbevisninger
- Æresmedlem af Dansk geoteknisk Forening 1962[3]
- Ridder af Dannebrog 1966[3]
- DTUs guldmedalje (Ostenfeld-medaljen) 1974[3]